# 스튜어트 헨들러
스튜어트 헨들러(영어: Stewart Hendler, 1978년 12월 22일 ~ )는 미국의 영화 감독이다. 《위스퍼》(2007), 《여대생 기숙사》(2009) 등 공포 영화 연출로 데뷔하였다. 2016년 액션 피규어 시리즈에 기반한 슈퍼히어로 영화 《맥스 스틸》을 감독했다.

## 연출 작품

### 영화
| 연도 | 제목          | 원제         | 비고 |
| ---- | ------------- | ------------ | ---- |
| 2007 | 위스퍼        | Whisper      |      |
| 2009 | 여대생 기숙사 | Sorority Row |      |
| 2016 | 맥스 스틸     | Max Steel    |      |

### 텔레비전
- 헤일로: 슈퍼 솔저 (2012, Halo 4: Forward Unto Dawn)